# 繡春刀
繡春刀，為中國古兵器。亦為明朝時期特務機關錦衣衛所配備之刀，為其制式武器。

## 名稱
唐杜甫詩《入奏行贈西山檢察使竇侍御》說：「繡衣春當霄漢立，彩服日向庭闈趨」。宋高定子著《繡春園記》。

## 特色
影視作品中的繡春刀之外型結合橫刀、少林梅花刀和單刀之特點，輕巧，且刀身狹長略彎（刀雙面均有雙血槽，一長槽、一短槽，短槽向刀鈍處、長槽向刀尖處），以便於攜帶和進行中距離之攻擊。其材質以配戴者之級別做區分，職位越高，其材質越純。
實際上古籍没有对繡春刀进行过详细描述，现在也没有可靠的繡春刀实物被发现，所以没人知道繡春刀是什么样子。

### 東廠雙刀
- 東廠錦衣衛制式武器：雙刀（同一刀鞘），一刀之刀柄刻「東」字、另一刀之刀柄刻「廠」字。合刀「東廠」二字相對面置內側。[3]

現在唯一能見的錦衣衛兵器是台灣收藏家王度所藏「東廠雙刀」，此兩刀共用一個刀鞘，一刀之刀柄刻「東」字，另一刀之刀柄刻「廠」字，合刀「東廠」二字相對面置內側，此刀是已故中華民國国立故宫博物院院長秦孝儀最愛，但秦院長也沒認定爲繡春刀，因此被稱爲「東廠雙刀」。